# Alexander (wieś)
Alexander – wieś w Stanach Zjednoczonych, w stanie Nowy Jork, w hrabstwie Genesee.